# ヤン・ユリウス・ローデウェイク・ドイフェンダック

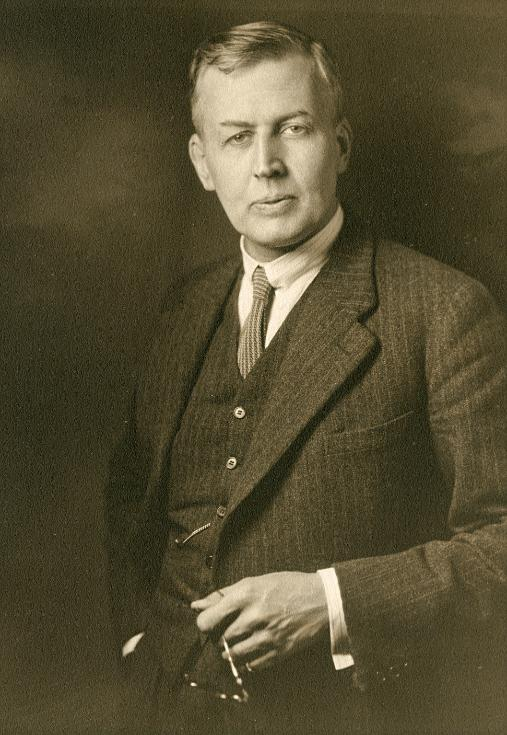

ヤン・ユリウス・ローデウェイク・ドイフェンダック（Jan Julius Lodewijk Duyvendak, 1889年 - 1954年）は、オランダの中国学者。商君書の翻訳および老子道徳経の研究で知られる。

## 生涯
1910年よりライデン大学で中国語を学び、1912年から1918年まで北京のオランダ公使館で研修通訳官を務めた。1919年にライデン大学講師に就き、1930年に中国語の教授に任命された。教授就任に先立って1928年3月に修士課程と博士課程を卒業し、同年12月に博士論文『商君書、法家の古典的文献』を発表。

## 著作物
- The Book of Lord Shang, Chicago: University of Chicago Press, 1928
- Tao Te Ching, The Book of the Way and Its Virtue, London: John Murray, 1954